# Prasonica plagiata
Prasonica plagiata är en spindelart som först beskrevs av Raymond Comte de Dalmas 1917.  Prasonica plagiata ingår i släktet Prasonica och familjen hjulspindlar. Inga underarter finns listade i Catalogue of Life.